# Cryptomelaena dynastes
Cryptomelaena dynastes är en fjärilsart som beskrevs av Diakonoff 1983. Cryptomelaena dynastes ingår i släktet Cryptomelaena och familjen vecklare. Inga underarter finns listade i Catalogue of Life.